# Air Pandan
Air Pandan is een bestuurslaag in het regentschap Bengkulu Utara van de provincie Bengkulu, Indonesië. Air Pandan telt 586 inwoners (volkstelling 2010).